# XXIV Premis Goya
La XXIVa edició dels Premis Goya (oficialment en castellà: Premios Anuales de la Academia "Goya") va tenir lloc al Palau de Congressos de la ciutat de Madrid (Espanya) en una cerimònia celebrada el 14 de febrer de 2010 per premiar les pel·lícules espanyoles del 2009.
El presentador de la gala va ser Andreu Buenafuente.
La pel·lícula guanyadora de la nit fou Celda 211 de Daniel Monzón, que va aconseguir guanyar 8 premis de les 16 nominacions a les quals optava, entre ells millor pel·lícula, director, actor, actriu secundària i guió adaptat. Agora d'Alejandro Amenábar obtingué 13 nominacions i aconseguí guanyar 7 premis, tots ells tècnics així com el de millor guió original. La pel·lícula argentina El secreto de sus ojos de Juan José Campanella aconseguí 9 nominacions, si bé únicament guanyà la de millor pel·lícula hispanoamericana i millor actriu revelació. La gran perdedora de la nit fou El baile de la Victoria de Fernando Trueba que no aconseguí guanyar premi de les 9 nominacions que obtingué.

## Nominats i guanyadors
| Millor pel·lícula | Millor director |
| --- | --- |
| - Celda 211 - Agora - El baile de la Victoria - El secreto de sus ojos | - Daniel Monzón per Celda 211 - Alejandro Amenábar per Ágora - Fernando Trueba per El baile de la Victoria - Juan José Campanella per El secreto de sus ojos |
| Millor actor | Millor actriu |
| - Luis Tosar per Celda 211 - Jordi Mollà per El cònsol de Sodoma - Ricardo Darín per El secreto de sus ojos - Antonio de la Torre per Gordos | - Lola Dueñas per Yo, también - Rachel Weisz per Ágora - Penélope Cruz per Los abrazos rotos - Maribel Verdú per Tetro |
| Millor actor secundari | Millor actriu secundària |
| - Raúl Arévalo per Gordos - Carlos Bardem per Celda 211 - Antonio Resines per Celda 211 - Ricardo Darín per El baile de la Victoria | - Marta Etura per Celda 211 - Vicky Peña per El cònsol de Sodoma - Pilar Castro per Gordos - Verónica Sánchez per Gordos |
| Millor guió original | Millor guió adaptat |
| - Alejandro Amenábar i Mateo Gil per Ágora - Rafael Cobos i Alberto Rodríguez per After - Daniel Sánchez Arévalo per Gordos - Pedro Almodóvar per Los abrazos rotos | - Jorge Guerricaechevarría i Daniel Monzón per Celda 211 - Antonio Skármeta, Fernando Trueba i Jonás Trueba per El baile de la Victoria - Miguel Dalmau, Miguel Ángel Fernández, Joaquín Górriz i Sigfrid Monleón per El cònsol de Sodoma - Juan José Campanella i Eduardo Sacheri per El secreto de sus ojos |
| Millor director novell | Millor disseny de producció |
| - Mar Coll per Tres dies amb la família - David Planell per La vergüenza - Borja Cobeaga per Pagafantas - Antonio Naharro i Álvaro Pastor per Yo, también | - José Luis Escolar per Ágora - Alicia Tellería per Celda 211 - Cristina Zumárraga per Che. Guerrilla - Eduardo Castro per El baile de la Victoria |
| Millor actor revelació | Millor actriu revelació |
| - Alberto Ammann per Celda 211 - Fernando Albizu per Gordos - Gorka Otxoa per Pagafantas - Pablo Pineda per Yo, también | - Soledad Villamil per El secreto de sus ojos - Blanca Romero per After - Leticia Herrero per Gordos - Nausicaa Bonnín per Tres dies amb la família |
| Millor pel·lícula estrangera de parla hispana | Millor pel·lícula estrangera |
| - El secreto de sus ojos de Juan José Campanella ( Argentina) - Dawson Isla 10 de Miguel Littín ( Xile) - Gigante d'Adrián Biniez ( Uruguai) - La teta asustada de Claudia Llosa ( Perú)                                                                                             | - Slumdog Millionaire de Danny Boyle ( Regne Unit) - Benvinguts al nord de Dany Boon ( França) - Deixa'm entrar de Tomas Alfredson ( Suècia) - Entre les murs de Laurent Cantet ( França) |
| Millor fotografia | Millor muntatge |
| - Xavi Giménez per Ágora - Álex Catalán per After - Carles Gusi per Celda 211 - Félix Monti per El secreto de sus ojos | - Mapa Pastor per Celda 211 - Nacho Ruiz Capillas per Ágora - David Pinillos i Nacho Ruiz Capillas per Gordos - Carmen Frías per El baile de la Victoria |
| Millor direcció artística | Millor vestuari |
| - Guy Hendrix Dyas per Ágora - Antón Laguna per Celda 211 - Verónica Estudillo per El baile de la Victoria - Marcelo Pont per El secreto de sus ojos | - Gabriella Pescucci per Ágora - Lala Huete per El baile de la Victoria - Cristina Rodríguez Torres per El cònsol de Sodoma - Sonia Grande per Los abrazos rotos |
| Millor so | Millor musica original |
| - Sergio Bürmann, Jaime Fernández i Carlos Faruolo per Celda 211 - Peter Glossop i Glenn Freemantle per Ágora - Pierre Gamet, Nacho Royo-Villanova i Pelayo Gutiérrez per El baile de la Victoria - Aitor Berenguer, Marc Orts i Fabiola Ordoyo per Mapa dels sons de Tòquio         | - Alberto Iglesias per Los abrazos rotos - Dario Marianelli per Ágora - Roque Baños per Celda 211 - Federico Jusid per El secreto de sus ojos |
| Millor maquillatge i perruqueria | Millors efectes especials |
| - Jan Sewell i Suzanne Stokes-Munton per Ágora - Raquel Fidalgo i Inés Rodríguez per Celda 211 - José Antonio Sánchez i Paquita Núñez per El cònsol de Sodoma - Ana Lozano i Massimo Gattabrusi per Los abrazos rotos                                                                | - Chris Reynolds i Félix Bergés per Ágora - Raúl Romanillos i Guillermo Orbe per Celda 211 - Salvador Santana i Àlex Villagrasa per REC 2 - Pau Costa i Lluís Castells per Spanish Movie |
| Millor cançó original | Millor curt de ficció |
| - Guille Milkyway per Yo, también (Yo también) - Xavi Font, Arturo Vacquer, Javier Echánizi Juan Antonio Gil Bengoa per Agallas (Agallas vs. Escamas) - Tom Cawte per Planet 51 (Stick It to the Man) - Gorka Hernando Menchaca per Spanish Movie (Spanish Song)                     | - Dime que yo de Mateo Gil - La Tama de Martín Costa - Lala d'Esteban Crespo García - Terapia de Nuria Verde |
| Millor pel·lícula d'animació | Millor curt d'animació |
| - Planet 51 de Jorge Blanco, Javier Abad i Marcos Martínez - Animal Channel de Maite Ruiz de Austri - En Pérez, el ratolí dels teus somnis 2 d'Andrés Schaer - Cher ami de Miquel Pujol                                                                                              | - La dama y la muerte de Javier Recio Gracia - Alma de Rodrigo Blaas - Margarita d'Álex Cervantes - Tachaaan!de Carlos del Olmo, Miguel Ángel Bellot i Rafael Cano |
| Millor documental | Millor curt documental |
| - Garbo, l'espia (L'home que va salvar el món), d'Edmon Roch - Cómicos, d'Ana María Pérez de la Puente i Marta Arribas Velasco - La mirada de Ouka Leele de Rafael Gordon - Últimos testigos: Fraga Iribarne – Carrillo, comunista de José Luis López Linares i Manuel Martín Cuenca | - Flores de Ruanda de David Muñoz López - Doppelgänger d'Óscar de Julián - En un lugar del cine d'Eduardo Cardoso - Luchadoras de Benet Román |
| Goya d'honor | |
| - Antonio Mercero (director i guionista) | |